# Paraspirotropis
Paraspirotropis is een geslacht van weekdieren uit de klasse van de Gastropoda (slakken).

## Soort
- Paraspirotropis simplicissima (Dall, 1907)